# Juarez Távora (Paraíba)
Juarez Távora é um município brasileiro localizado na Região Geográfica Imediata de João Pessoa, estado da Paraíba. Sua população em 2021 foi estimada pelo IBGE em 8 014 habitantes. O PIB municipal foi calculado em 71 125 630 e o PIB per capita foi de 8 917,46, ambos valores revelados pelo IBGE referentes ao ano de 2020.

## História
Em torno do ano de 1880 surgiram as primeiras construções numa fazenda chamada Água Doce. Foi assim chamado em virtude da existência de uma cacimba de água potável nas proximidades. Outras famílias foram chegando e se instalando na região, foi quando o tenente José Justino, montou uma Usina de Descaroçamento de algodão, para aproveitar, tanto a cultura explorada, quanto a mão de obra existente no local.
A Usina prosperou em proporções significativas, e os habitantes com o mesmo objetivo, trabalhavam para desenvolver cada vez mais o aglomerado que na época pertencia ao atual município de Alagoa Grande.
Até 1931, a vila Água Doce era dividida em duas: o lado leste, ou seja, a rua Elísio Sobreira (atual Rua Adalberto Pereira de Melo), onde localizava-se o Mercado Público, o Grupo Escolar Dom Adauto e a Igreja de Nossa Senhora do Socorro (atual Igreja de Nossa Senhora das Dores) e a feira livre semanal realizada aos domingos, pertencia à Alagoa Grande. O lado oeste (rua Ambrósio Vitorino, rua da Vitória e rua Padre Firmino) ao município de Ingá.
Em 1931, uma comissão foi ao interventor federal e conseguiu de Antenor Navarro um novo mapa do distrito ampliando a parte que pertencia a Alagoa Grande.
Segundo José Amaral de Medeiros, para agradar o Interventor, a comissão se propôs à mudar o nome do distrito para Juarez Távora, importante e influente militar, apelidado de "Vice-Rei do Norte", que fazia e desfazia interventores.
Com a crescente acenação do povoado, seus moradores foram dinamizando aos poucos o local, quando o fazendeiro Silvano Domingos de Araújo, custeou uma banda de música que, sob a regência do maestro e marceneiro, Mestre Toninho, animava os festejos locais. Mas, as reivindicações foram surgindo de acordo com as necessidades; instalaram uma Agência de Correios e Telégrafos, em seguida, também por influência do Sr. Silvano Domingos, foi conseguida uma linha telefônica ligando o povoado à Alagoa Grande, que junto a outros conterrâneos, conseguiu montar um Cartório Distrital em Água Doce.

### Emancipação
Juarez Távora permaneceu como distrito até 16 de julho de 1959, quando foi desmembrado de Alagoa Grande.
Em 1960, uma comissão com representantes do distrito foi ao Palácio da Redenção solicitando ao então governador, Pedro Gondim  aprovação do projeto de lei do Deputado Joacil Pereira que emancipava Juarez Távora.

## Política

### Prefeitos
- 1959-1960 - Silvano Domingos de Araújo
- 1961-1965 - Marcus Odilon Ribeiro Coutinho
- 1965-1969 - João Mendes de Andrade
- 1969-1973 - Marcus Odilon Ribeiro Coutinho
- 1973-1977 - João Trajano da Cunha (Batista)
- 1977-1980 - José Alves Chaves (Cassado em 1980)
- 1980-1983 - João Trajano da Cunha (Batista) (Interventor)
- 1983-1989 - Alberto Mendonça de Melo (Dr. Alberto)
- 1989-1992 - João Trajano da Cunha (Batista)
- 1993-1997 - Alberto Mendonça de Melo (Dr. Alberto)
- 1997-2005 - José Marinaldo de Lima Gomes (Nal)
- 2005-2013 - José Alves Feitosa (Zé Belo)
- 2013-2020 - Maria Ana Farias dos Santos (Ana de Nal)
- 2021-Atualidade - Wilson Evangelista Feitosa

## Subdivisões

### Zona urbana
- Centro
- Oscar
- Ginásio
- Vila Cabral
- Vila Nova
- Tobias Ribeiro
- Novo Horizonte
- Nossa Senhora da Penha
- São José
- Frei Damião

### Zona rural
- Quirino
- Juá
- Trapiá
- Independência
- Caixeiro
- Bebedouro
- São Marcos
- Gurinhezinho
- Jandiroba
- Cachoeira dos Barbosa

## Economia
A economia tavorense é baseada no comércio local, na produção agropecuária com destaque para a produção do algodão colorido no assentamento Margarida Maria Alves. A Feira Livre, realizada aos sábados, reúne todo tipo de comércio e produtos.
A comercialização de produtos à base do couro para vaqueiros garante renda para grande parte da população.

## Infraestrutura

### Transportes
Juarez Távora é cortada de norte a sul pela rodovia estadual PB-079, ligando a BR-230 até a cidade de Alagoa Grande. A frota de ônibus municipal é exclusiva para a população da zona rural do município.
O Terminal Rodoviário serve de conexão dos ônibus intermunicipais. A cidade ainda conta com uma considerável quantidade de táxis e mototáxis.

### Educação
As principais instituições de ensino são a Escola Municipal do Ensino Fundamental José Augusto de Lira, Escola Municipal do Ensino Fundamental Luís Ribeiro Coutinho e a Escola Estadual do Ensino Fundamental e Médio Dom Adauto. A cidade ainda conta com escolas municipais menores e duas creches (uma na zona urbana e outra na zona rural).

## Cultura

### Artesanato
É conhecida como a terra do labirinto, sua principal peça de artesanato, e é também marcada pelas peças de couro destinadas ao uso dos vaqueiros.

### Micarez
Criada em 1997 para marcar a data de emancipação política do município, a Micarez era o principal evento da cidade de Juarez Távora. O carnaval fora de época era realizado no mês de julho, em 3 dias, com três blocos: o Bora Bêbo, na sexta-feira e o Bora Bora e o Arerê no sábado e no domingo.

### Feriados Municipais
São feriados municipais na cidade, segundo a lei nº 283, de 29 de Setembro de 2011, que os fixa: 
- São Pedro (29 de Junho)
- Emancipação Política (16 de Julho)
- Nossa Senhora das Dores - Padroeira da cidade (15 de Setembro)

### Locais de Interesse
- Igreja Nossa Senhora das Dores
- Mercado Público
- Praça Prefeito Silvano Domingos de Araújo - localizada no centro da cidade é o local onde acontece grande parte das festividades como os shows em Comemoração da Emancipação Política, e as festividades dedicadas à Nossa Senhora das Dores, padroeira da cidade.
- Praça do Maxixe (Terminal Rodoviário)
- Casarão (atual Centro de Vivência dos Idosos)
- Cruzeiro - monumento localizado em um dos pontos mais altos do município

## Bandeira
A bandeira municipal, na qual se baseia também o brasão, tem fundo azul entrecortado por duas faixas diagonais brancas, cores que representam o manto da padroeira Nossa Senhora das Dores, cuja imagem encontra-se custodiada na Igreja Matriz da cidade. Ao centro, desponta o mapa do estado da Paraíba, com destaque para o território tavorense, sendo ladeado por ramos de milho e algodão, as duas principais culturas agrícolas do município. Abaixo destes está a data de emancipação política de Juarez Távora.

## Esportes

### Estádio
A cidade conta com o Estádio Municipal José Justino da Silva, o "Justinão", localizado no Centro de Juarez Távora.